# Kia Rio
El Kia Rio fue un automóvil de turismo del segmento B producido por el fabricante surcoreano Kia Motors desde agosto de 1997 hasta 2023 en su cuarta generación. Entre sus tipos de carrocería está un hatchback cinco puertas y un sedán cuatro puertas de cinco plazas con tracción delantera y motor delantero transversal de cuatro cilindros en línea a gasolina o diésel.
El Rio reemplazó a la primera generación del Pride, una versión reetiquetada del Ford Festiva, y al Avella, un subcompacto vendido por Ford en algunos mercados. Se presentó una segunda generación en 2005, que compartía su plataforma con el Hyundai Accent, un subcompacto fabricado por su hermana Hyundai Motor Company en Corea del Sur. 
A inicios de 2023, Kia anuncia la descontinuación del Rio en Australia, África y Europa, y en agosto de 2023, Kia anuncia en México el lanzamiento del K3, un modelo que reemplazaría al Rio. Dos meses después, a mediados de octubre de 2023, el Kia K3 entra a los concesionarios de Kia en México, en diciembre de 2023 el Kia K3 iniciaría su exportación desde México y a inicios de 2024 llegarían las primeras unidades del modelo a Colombia y Panamá.

## Primera generación (DC, 1997-2005)
La primera generación estuvo disponible con carrocerías familiar de cinco puertas (Kia Rio 5) y sedán de cuatro puertas (Kia Rio 4), de tamaño externo idéntico. Sus tres motores gasolina son un 1.3 litros de dos válvulas por cilindro y 75 CV (luego 82 CV), un 1.5 litros de cuatro válvulas por cilindro y 96 CV (luego 97 CV) y un 1.6 litros de cuatro válvulas por cilindro y 105 CV. Mecánicamente el de motor 1.3L modelo A3E es el clon del Mazda 121 de 1991-1994 con el modelo de motor B3E y B5, que también lo utiliza los Mazda 323, Protege, Kia Pride, Ford Festiva y Laser; variando algunas aplicaciones del motor según sus fabricantes.
La camioneta fue comercializado como el "Río Cinco" en los Estados Unidos, "Río RX-V " en Canadá , y "Río Look" en Chile. La versión sedán no se vendía en el Reino Unido, y la camioneta era conocido como el "Río" allí. En Grecia, las dos versiones se vendieron como el "Río". En Corea del Sur, esta era la única generación de utilizar el nombre de "Río", como el "orgullo" nombre fue utilizado a partir de la segunda generación en adelante.

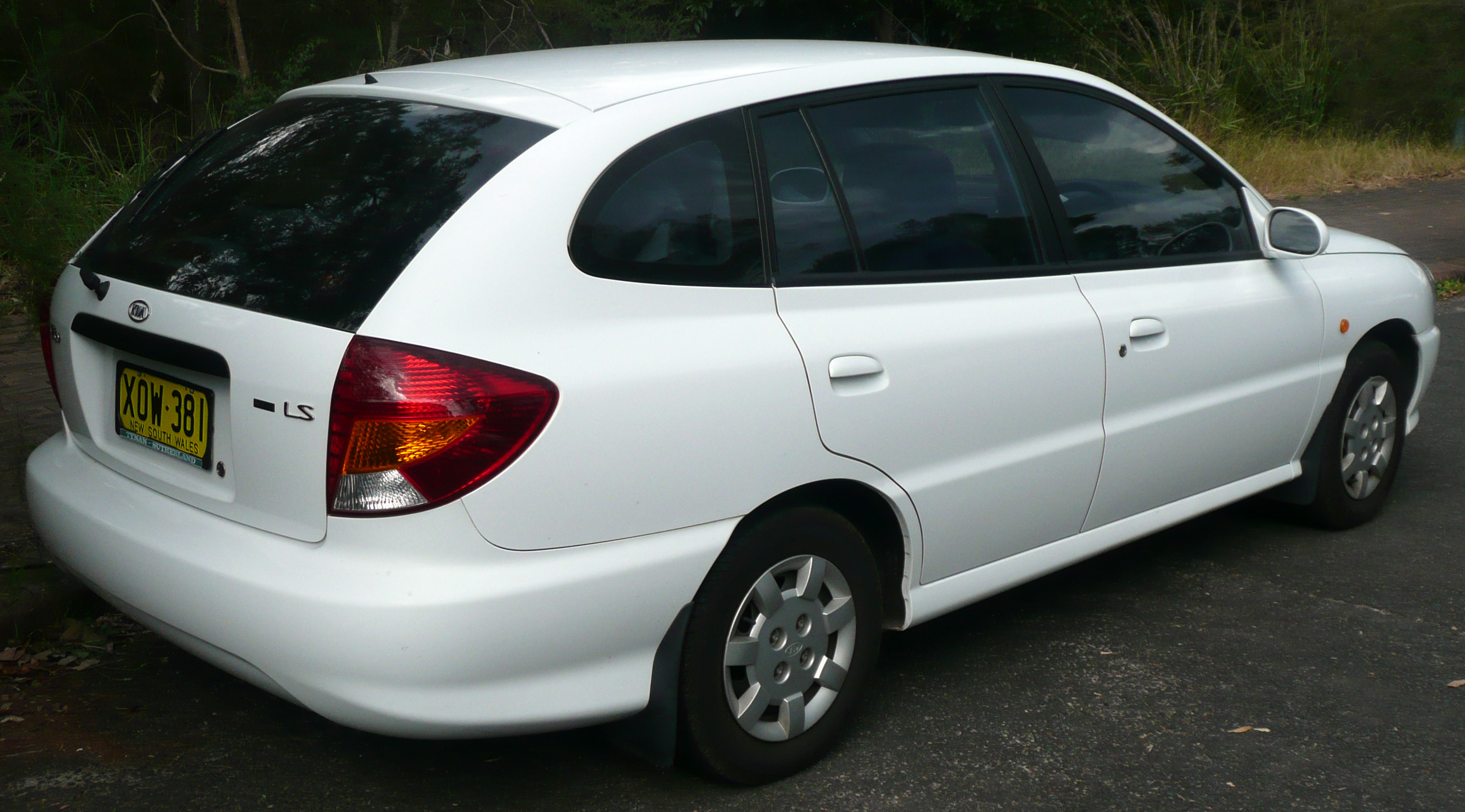
Kia Rio Familiar

La primera generación Rio ofreció solamente un motor para cada año de modelo en EE. UU.: a 96 CV (72 kW) 1,5-litros DOHC I4 motor de gasolina de 2001 a 2002. Entonces apareció una versión más grande, un 1,6 litros DOHC de cuatro cilindros nominal de 104 CV (78 kW) que se utiliza para modelos de los años 2003 a 2005. Todos los años ofrecen la opción de una de cinco velocidades de transmisión manual o una de cuatro velocidades F4A-EL automática. Una alternativa de un 1.3 litros (1.343 cc) SOHC de cuatro cilindros de gasolina/ocho válvulas, que produce 75 CV (56 kW) se ofrece en algunos otros países, incluyendo el Reino Unido y la mayor parte de la Europa continental. En EE. UU., la versión de cinco puertas contó con la dirección asistida y un tacómetro, opcional en el sedán. La versión europea se comercializa bajo varios niveles de equipamiento; equipo estándar para todos los modelos incluido un airbag de conductor. Las características adicionales estaban disponibles para la promoción en Grecia, incluyendo asientos de cuero y alarma de coche. En Europa, los diferentes mercados nacionales recibieron diferentes selecciones de los tres motores.
Las versiones domésticas mercado coreano no incluyeron la versión de 1.6 litros, ya que el sistema de impuestos de Corea del Sur en gran medida penaliza a los coches de más de 1.500 cc. Salidas reivindicado para las versiones domésticas (JIS) fueron superiores, en 84 PS (62 kW) para el pequeño 1,3 y 108 PS (79 kW) para el DOHC 1.5. [5] Para el SOHC 1.5 95 PS (70 kW) se reivindica. La primera generación de la ventana trasera se comercializa como el Río RX-V en Corea del Sur.
Las características de seguridad incluyen cinturones de seguridad y un airbag para el conductor. ABS estaba disponible como una opción para los coches de entrada de línea pero equipado de forma predeterminada para la parte superior de los modelos de la gama (es decir, Rio LX, en el Reino Unido, y Rio LS, en Grecia).

### Rediseño de 2002
En 2002, el Río recibió un rediseño leve (para el modelo del año 2003 en EE. UU.) incluyendo actualizaciones de motor, suspensión, frenos y nuevo estilo exterior e interior. Después de este lavado de cara 2002 toda la gama recibió el nombre de "Río San Francisco" en el mercado doméstico de Corea del Sur, con "SF" de pie para ambos "Ciencia ficción" y "la seguridad primero".
En Europa, el facelifted Rio recibido cambios menores en la apariencia y el motor mejora externa de la 1.3 a partir de 75 CV (56 kW) de 80 CV (60 kW) a 5.500 rpm, y 86 lb · pies (117 N·m) a 3000 rpm.
Para comercialización  Iraní del Río facilitada por SAIPA comenzó en 2005. Los coches no estaban equipados con ABS o airbags hasta 2011, impulsado por una versión del motor de 1,5 litros que produce 96 CV (72 kW) a 5.500 rpm y 135 N·m ( 100 ft·lbf) par a 4500 rpm. A principios de 2012, la producción terminó.

## Segunda generación (JB, 2005-2012)

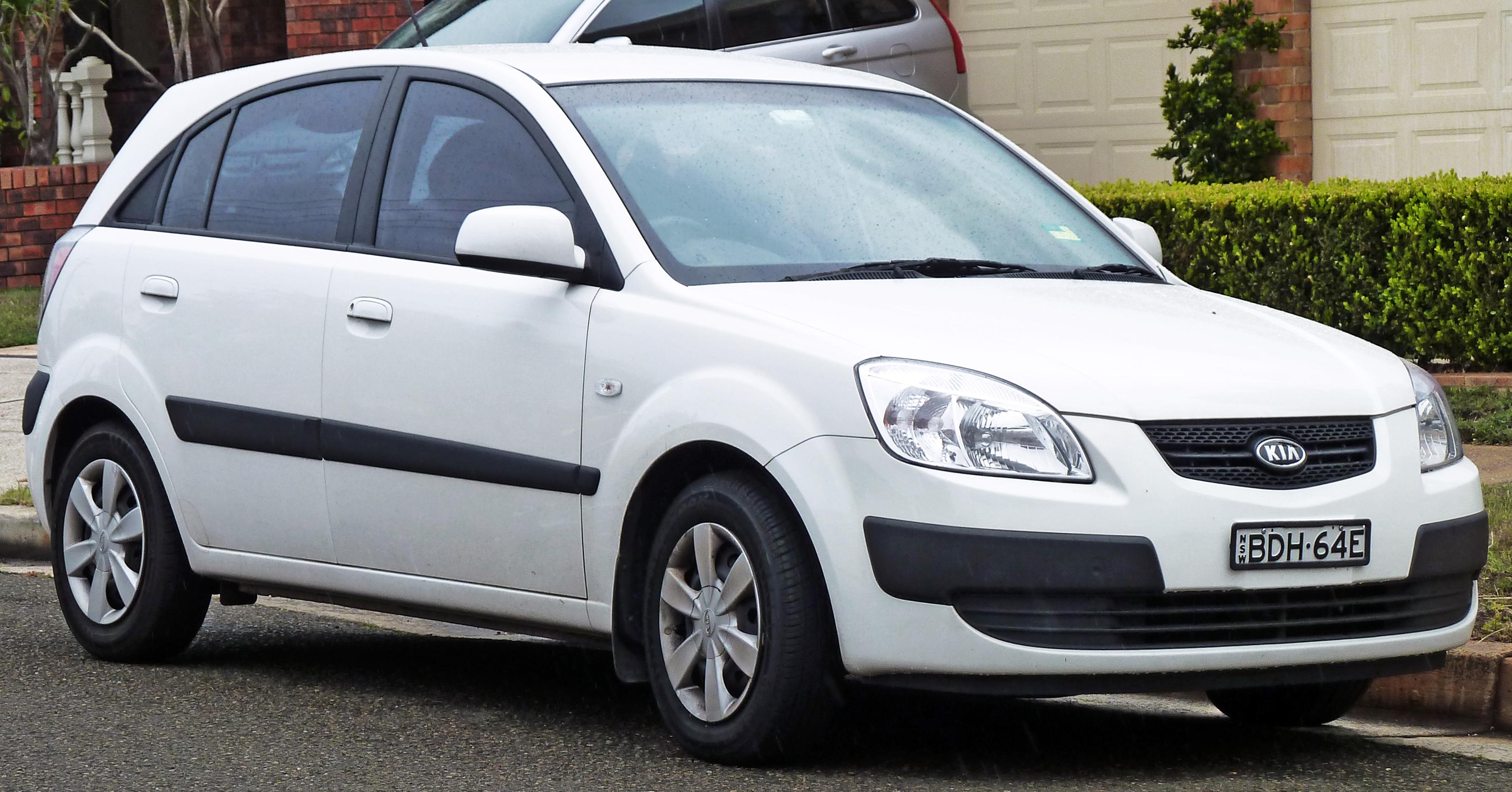
Kia Rio hatchback de segunda generación

La segunda generación fue puesta a la venta en 2005, y comparte su plataforma con el Hyundai Accent. Existe con carrocerías hatchback de cinco puertas y sedán de cuatro puertas, esta última con un voladizo trasero más largo y un maletero más grande. El Río II recibió 29 puntos y cuatro estrellas en la prueba de protección a adultos en choques de Euro NCAP. El modelo recibió una reestilización en 2009, en la que recibió una parrilla semejante a la de los modelos estrenados en esa época por la marca.
Sus tres motores son de cuatro válvulas por cilindro: un gasolina de 1.4 litros y 96 CV, un gasolina de 1.6 litros y 112 CV, y un diésel o de gasolina de 1.5 litros y 109 CV, este último con inyección directa common-rail, turbocompresor de geometría variable e intercooler.

### Rediseño de 2009
Para el año modelo 2010, los modelos recibieron un lavado de cara a finales de 2009, la adopción de la nueva parrilla de Kia. Además, el volante recibe el mismo diseño que el Kia Soul y Kia Forte, con el funcionamiento del teléfono de manos libres Bluetooth opcional, y el grupo medidores recibe un nuevo diseño de iluminación de fondo rojo. Los faros se modificaron ligeramente, con una apariencia y las luces de estacionamiento y de posición laterales, luces más oscuras que comparten la carcasa del intermitente. Molduras laterales del coche se convirtió en estrecho y color de la carrocería. Para la versión del Reino Unido, el río se ve exactamente la misma que la versión de EE. UU., excepto que sólo el portón variante se vende allí. Tiene nuevo de Kia bowtie rejilla (para el modelo 2010) y es alimentado por un motor DOHC de cuatro cilindros motor de gasolina de 16 válvulas 1,4 litros, o un 1,5 litros DOHC de cuatro cilindros diésel de 16 válvulas. Ambos tienen una caja de cambios manual de cinco velocidades.

## Tercera generación (UB/QB, 2012-2017)
El Río de tercera generación se presentó oficialmente en el Salón del Automóvil de Ginebra de 2011 y se puso a la venta meses después. Su plataforma proviene del Hyundai Accent. A diferencia de la generación anterior, en Europa ya no se ofrece la versión sedán de este modelo.
Está es la única generación de este modelo que se ofrece en hatchback de tres puertas.
A simple vista las diferencias con su antecesor son importantes. No es de extrañar, aquel modelo llegó a España en el año 2000 y aunque fue renovado profundamente en 2004 y estilizado en 2010, tenía en su precio asequible, el mayor argumento de venta. Ahora, la estrategia de Kia es bien distinta y pretende ofrecer todo un subcompacto al estilo de los Seat Ibiza, Peugeot 207 u Opel Corsa, por ejemplo. Para ello el nuevo Kia Rio dispondrá de tres carrocerías de tres, cuatro –no llegará a España– y cinco puertas, faros con iluminación diurna mediante leds o acceso y arranque sin llave, soluciones de primer nivel en este segmento B.
Gracias a sus nuevas dimensiones el comportamiento dinámico del nuevo Rio ha mejorado muchos enteros, al igual que su versatilidad, con una habitabilidad mejorada sobre todo en las plazas traseras. El asiento del conductor regulable en altura facilita el adoptar una postura de conducción cómoda, con una sujeción buena.Destaca el volante multifunción –regulable en altura y profundidad– con una instrumentación muy clara y legible. La calidad de los ajustes y materiales empleados ha mejorado muchos enteros y en general la ubicación de todos los controles está bien resuelta –excepto algunos del volante–, además hay bastantes huecos para depositar objetos. 
La gama de motores inicial estará compuesta por dos diésel y otros tantos de gasolina. Los primeros son un 1.1 de 70 caballos y un 1.4 de 90, ambos denominados CRDi, mientras que los segundos finalmente no estarán basados en el nuevo bloque 1.2 turbo GDI con sobrealimentación e inyección directa, habrá por tanto que esperar. Por el momento están disponibles dos motores con distribución variable, eso sí, un 1.2 de 86 caballos y un 1.4 de 109. 
En la breve toma de contacto que realizamos con los propulsores de gasolina y el diésel de más potencia se aprecian diferencias. Los bloques de gasolina destacan, más que por sus prestaciones, por su suavidad de uso, lo que unido al correcto uso del cambio de cinco velocidades para el 1.2 y de seis para el 1.4, redondean el conjunto. No habrá ninguna versión con cambio automático. 
La variante turbodiésel de 90 caballos tiene un comportamiento más contundente. Aunque adolece de una cierta falta de elasticidad por debajo de las 2.000 revoluciones, una vez superada esta cifra responde de manera bastante enérgica hasta las 4.000 'vueltas'. La otra variante turbodiésel homologa un consumo de solo 3,2 litros de media e incluye una serie de medidas –que se agrupan bajo la denominación Eco-Dynamics– encaminadas a reducir el consumo como son unos desarrollos de cambio modificados, neumáticos de baja fricción, alternador de nueva factura o sistema de parada y arranque del motor Stop&Start. Este pack estará disponible para el resto de las motorizaciones.
En cuanto al equipamiento la gama se estructura en cuatro niveles de acabado Basic, Concept, Drive y Emotion que se pueden combinar con seis colores de carrocería y dos tonalidades de tapicería.Kia Río HB

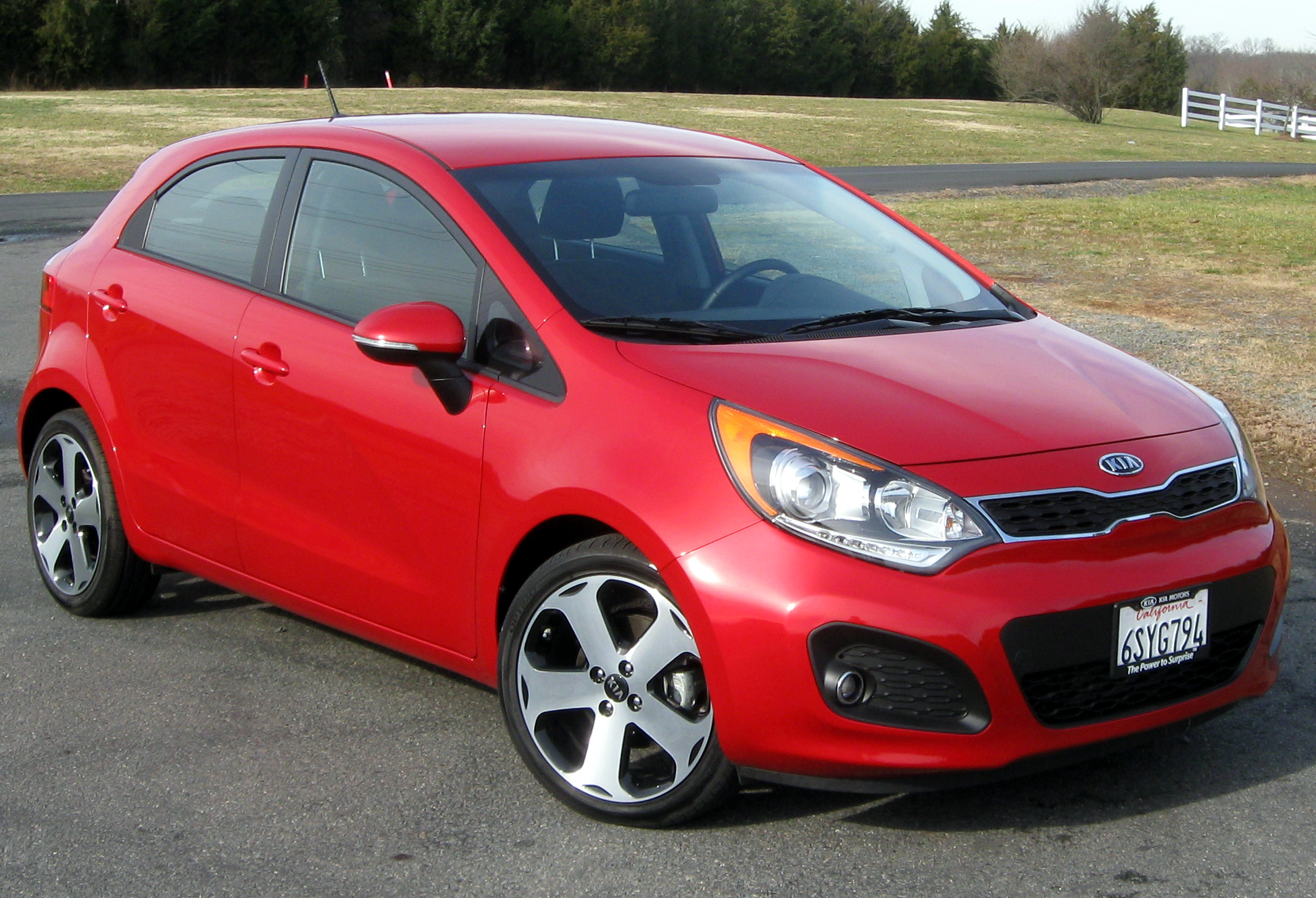
Kia Rio Hatchback

### Kia Rio GT
Kia dio a conocer un turbo modelo de funcionamiento de la CEE'D , llamado el pro_cee'd GT en Europa en julio de 2013, y es la primera vez de la compañía escotilla caliente . Los rumores han surgido en torno a la Internet que un Río GT (basado en lo que se conoce como el Río de 5 puertas en Estados Unidos, pero utilizando la configuración Europeo de 3 puertas) puede entrar en producción, dando Kia un verdadero hot hatch supercompacto para competir con lo establecido líderes de la clase; el Ford Fiesta ST , Peugeot 208 GTi y Renaultsport Clio . Los rumores fueron respaldadas cuando el vicepresidente europeo de Kia, Benny Oeyen, mencionó que si el CEE'D GT tiene éxito, Kia podría poner más modelos GT en producción, incluyendo el Río. [16] Una fuente no identificada también declaró Kia Rio como un candidato para el tratamiento de GT en el futuro.

### Seguridad
El Rio Sedan en su versión Latinoamericana más básica recibió una calificación de 0 estrellas para adultos y 1 estrella para niños de Latin NCAP debido a su falta de bolsas de aire, pretensores de cinturón y carrocería estable en 2017 (protocolo obsoleto).

## Cuarta generación (YB/SC/FB/UC, 2017-2023)

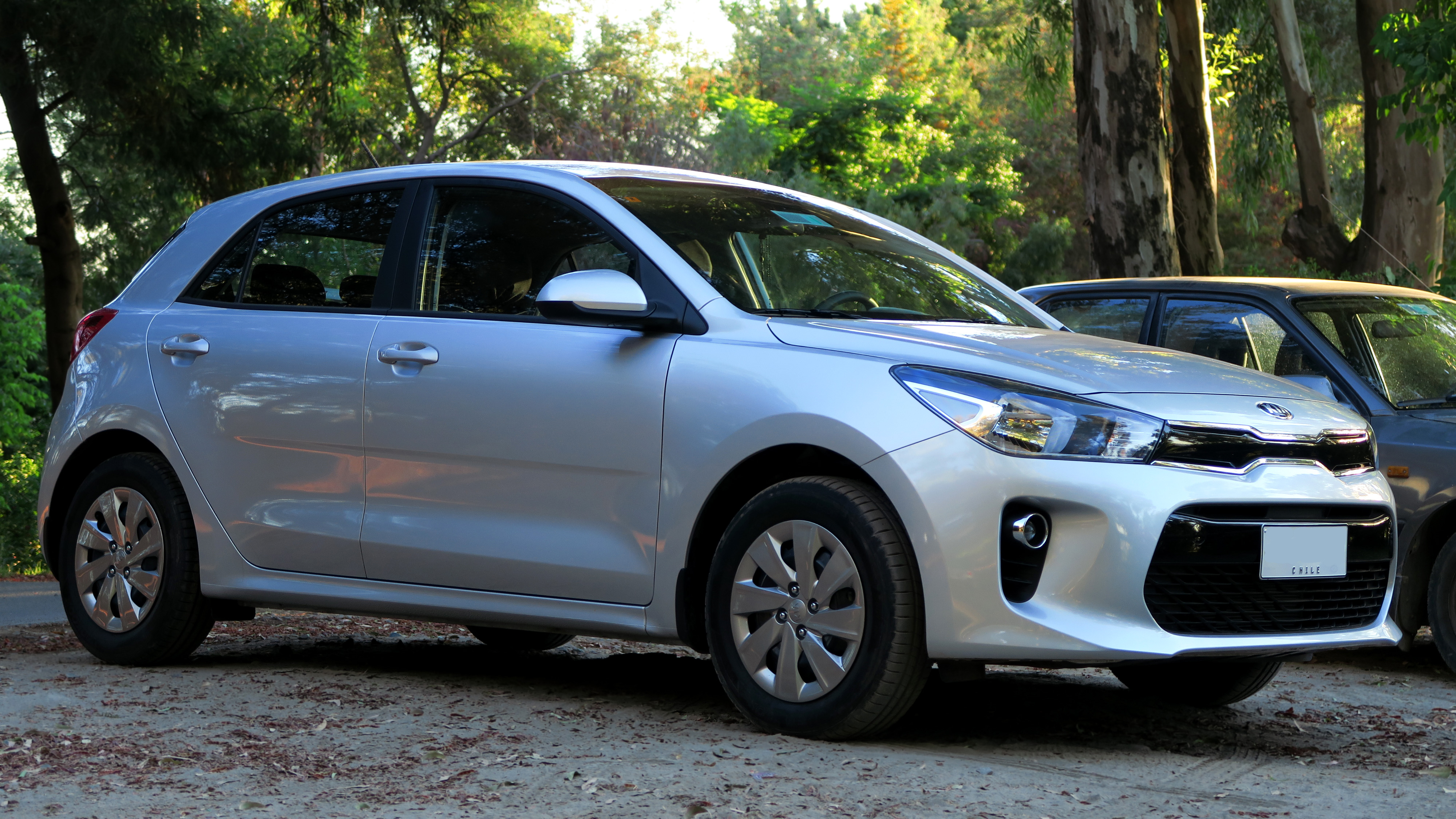
Kia Rio Hatchback de cuarta generación

### Novedades y diferencias con su antecesor
Aunque el nuevo Kia Rio se fabricará en la planta coreana de Sohari y en la planta mexicana de Pesquería, Nuevo León; su diseño se ha llevado a cabo en los centros que la firma tiene en Alemania y California, y en él predominan las líneas rectas que ya han empezado a dominar en los últimos lanzamientos dentro del segmento B. El frontal del Río es el más afilado de los modelos de Kia y ofrece una parrilla 'tiger-nose' más ancha y fina y con el fondo en un plástico negro brillante. También el capó ha sufrido cambios importantes, ya que ahora es -o por lo menos parece- bastante más largo que en el modelo predecesor, quizá por efecto de las nervaduras que van desde los pilares A hacia faros y parrilla.
El nuevo Kia Rio 2017, además, es más grande que su predecesor: con 4.065 mm de largo, tiene 15 mm más en esta cota, pero es algo más bajo, ya que su altura llega a los 1.450 mm, 5 mm menos que antes. Una batalla 10 mm más larga hace que el espacio para el habitáculo se beneficie un poco, ya que se incrementa el espacio para las piernas sobre todo en la fila delantera (llega ahora a los 1.120 mm) y especialmente en el maletero que, con 37 litros más que en el anterior Rio, ahora llega a los 325 litros y dispone de un doble fondo para llevar objetos pequeños con más comodidad. Debajo de todo ello, hay una rueda de repuesto de tamaño normal que vendrá de serie.
En el Rio, el portón y su luneta ahora caen casi de manera vertical, así que el voladizo trasero del modelo anterior ha desaparecido. Por supuesto, al firma lumínica delantera y trasera ha cambiado radicalmente y los LED tienden a ser más finos y con un diseño en forma de flecha, como puedes ver en la galería de fotos del Kia Rio 2017. El habitáculo del nuevo Kia Rio está también dominado por las líneas rectas y algunos plásticos negros brillantes como los del frontal. La sensación de espacio es mayor en parte quizá porque los pilares A son 87 mm más finos, lo cual mejora mucho la visibilidad. También el aspecto y tacto de la mayoría de los materiales del salpicadero ha mejorado.

### Presentación
Kia presentó la cuarta generación global del Río en el Salón del Automóvil de París de 2016. El nuevo auto fue diseñado en los centros de diseño de Kia en California y Alemania y presenta un mayor espacio desde las ruedas hacia enfrente, un capó más grande y un pilar C más vertical. El modelo hatchback es 15 mm más largo, 5 mm más ancho y 5 mm más corto en altura que su predecesor. La producción comenzó a finales de 2016. En los mercados europeos, el carro se ofrece solo como hatchback, mientras que en el mercado estadounidense se manejan las versiones hatchback y sedán. Para el mercado de América del Norte, el Rio se fabrica junto con el Kia Forte en la planta de Pesquería en México. A diferencia de generaciones anteriores, la cuarta generación del Rio no se ofrece en el mercado surcoreano; su lugar fue tomado por un crossover basado en el Rio, el Stonic.
Para el mercado norteamericano, el motor de 1.6 litros Gamma GDI (gasoline direct injection) fue reemplazado por un 1.6 litros Gamma 2 MPI (multiport injection) a partir de 2020. La clasificación de economía de combustible EPA mejoró significativamente mientras que la potencia se vio reducida de un máximo de 130 a 120 hp.

### Mercadotecnia
Para el lanzamiento internacional del Río y de la tercera generación del Kia Picanto, Kia Motors produjo dos vídeos musicales con la cantante coreano-estadounidense Kate Kim y el músico estadounidense Lee Radde en mayo de 2017.

### Premios
El Rio ganó el Premio Red Dot 2017 para el Diseño de Auto de Pasajeros y el Premio de Diseño iF 2017 por Producto Disciplina.

### Seguridad
Latin NCAP realizó una prueba de choque para la 4ta generación del Rio con 1 airbag para el conductor en 2017 (protocolo obsoleto), teniendo una calificación de 2 estrellas para adultos y 2 estrellas para niños.

### Galería
|                   |
| Kia Rio hatchback |

|       |
| Sedán |

|                 |
| Kia Rio GT-Line |

|                 |
| Kia Rio GT-Line |

|          |
| Interior |

|                      |
| Motor 1.4 L Kappa I4 |